# Дервоед, Ольга Семёновна
Ольга Семёновна Дервоед — советский хозяйственный и государственный деятель, Герой Социалистического Труда.

## Биография
Родилась в 1923 году в деревне Межево Высоцкой волости Оршанского уезда Витебской губернии. Член КПСС.
В 1937—1941 — рабочая в совхозе «Межево».
В 1944—1970 — доярка экспериментальной базы «Межево» Витебской областной сельскохозяйственной опытной станции Белорусской ССР.
Указом Президиума Верховного Совета СССР от 22 марта 1966 года за достигнутые успехи в развитии животноводства, увеличении производства и заготовок мяса, молока, яиц, шерсти и другой продукции присвоено звание Героя Социалистического Труда с вручением ордена Ленина и золотой медали «Серп и Молот».
Депутат Верховного Совета СССР 6-го созыва. Делегат XXIII съезда КПСС.
Умерла в 1996 году в деревне Межево Оршанского района Витебской области.

## Награды и звания
- Герой Социалистического Труда (22.03.1966)
- Орден Ленина (22.03.1966)
- Орден Трудового Красного Знамени (18.01.1958)